# Rathvel
Le Rathvel est un lieu-dit principalement connu comme station de sports d'hiver, situé sur la commune de Châtel-Saint-Denis, dans le canton de Fribourg en Suisse.

## Situation
Le Rathvel se situe dans les Préalpes fribourgeoises, à 9 km à l'est de Châtel-Saint-Denis. Il est entouré des sommets du Teysachaux (1 909 m) à l'est et du Niremont (1 514 m) à l'ouest.
Rathvel s'appelait Rastivel en 1472, où le second terme -vel pourrait signifier « veau ». 

## Domaine skiable
Le domaine skiable a été aménagé sur les pentes du Gros Niremont à partir de 1975. Il est actuellement desservi par trois téléskis et un fil-neige. Le téléski du Gros Niremont offre le plus important dénivelé (300 m) et dessert la majorité des pistes du domaine, par ailleurs relativement étroites. Le domaine pour débutants est situé immédiatement au niveau du grand parking principal. Une piste éclairée de 800 m de long permet la pratique du ski nocturne les vendredis soir. La saison se termine généralement mi-mars.

### Remontées mécaniques
- Téléski fixe Rathevel 1 : construit en 1975 (Bülher)
- Téléski à arbalète à enrouleur Le Gros Niremont : construit en 1982 (Küpfer)
- Téléski fixe Rathevel 3 : construit en 1984 (Bülher)
- Fils neige :
- Téléphérique matériel pour le Chalet Le Châh

## Site naturel

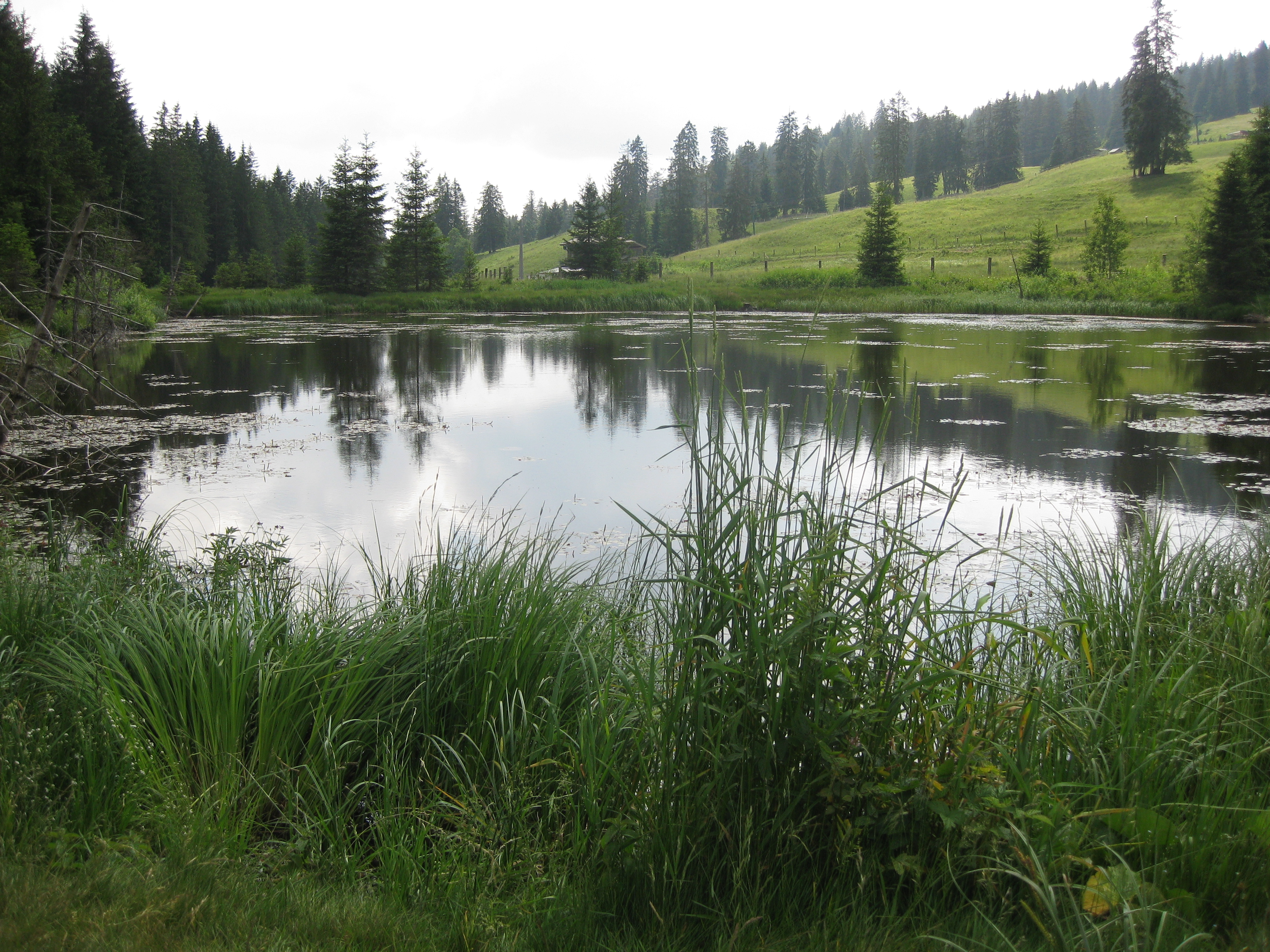
Étang de Rathvel

L'étang de Rathvel (parfois appelé la Gouille de Rathvel ou le Rathevi), situé au bas des pistes de la station, à 1 218 m d'altitude, est une zone humide protégée inscrite sur l'inventaire fédéral des bas-marais d’importance nationale, et sur l'inventaire fédéral des sites de reproduction des batraciens d'importance nationale. Il est issu d'une ancienne exploitation de tourbe datant de quelques centaines d'années.
On y rencontre une faune et une flore riche, comme la grenouille rousse, le crapaud commun, le triton alpestre, l'orchis tacheté, la pimprenelle officinale ou le comaret. Un sentier didactique avec des panneaux explicatifs permet de se familiariser avec les espèces animales et végétales du site.